# Bordeștii Poieni
Bordeștii Poieni – wieś w Rumunii, w okręgu Alba, w gminie Vidra. W 2011 roku pozostawała niezamieszkana.